# 4395 Денбрітт
4395 Денбрітт (4395 Danbritt) — астероїд головного поясу, відкритий 2 березня 1981 року.
Тіссеранів параметр щодо Юпітера — 3,226.